# Matt Mead
Matthew Hansen "Matt" Mead (n. 11 de marzo de 1962) es un político estadounidense del Partido Republicano. Desde 2011 es el gobernador del Estado de Wyoming. Entre 2001 y 2007 ocupó el cargo de Fiscal del Distrito de Wyoming.